# Rita Guerra
Rita Maria de Azevedo Mafra Guerra, conhecida apenas como Rita Guerra (Lisboa, 22 de Outubro de 1967) é uma cantora portuguesa.

## Biografia
Foi nos Açores, onde esteve a viver durante quatro anos, que começou a cantar e a tocar piano ao mesmo tempo. Desenvolveu um gosto especial por cantores como Elton John e Kim Carnes.
Em 1989 foi convidada para interpretar quatro temas na festa do 1º aniversário da Rádio GEST estação onde era funcionária.
Seguiu-se o convite para passar a actuar diariamente no Casino do Estoril, palco que pisou pela primeira vez num espectáculo de Adamo.
Pormenores Sem A Mínima Importância, o seu álbum de estreia, numa edição da Polygram, contou com a participação de Rui Veloso e de elementos dos Táxi.
Colabora entretanto no álbum de estreia dos LX90.
Em 1992 participa no Festival RTP da Canção com "Meu Amor Inventado Em Mim" que fica em 2º lugar.
É também um dos nomes convidados do disco "Camões, as descobertas...e nós" de José Cid e Amigos.
Em 1993, a RTP pediu a Pedro Osório que concebesse um espectáculo diferente para o Festival RTP da Canção.
A ideia de Pedro Osório passava por juntar três vozes que fossem diferentes por isso convidou Lena d'Água, Helena Vieira e Rita Guerra para interpretarem clássicos das décadas anteriores.
O espectáculo "As Canções do Século" é apresentado no Casino do Estoril e em todo o país. Foi lançado em disco no ano de 1994.
Nesse ano colabora ainda no espectáculo "007 - Ordem Para Jogar" do Casino do Estoril.
Em 1995 foi editado o seu segundo álbum, Independence Days, que era um sonho que Rita Guerra tinha há algum tempo de gravar um disco com repertório original em inglês.
Com Paulo de Carvalho, Maria João e Carlos do Carmo colabora no espectáculo "Quatro Caminhos", de Pedro Osório, apresentado em 1996.
Participa na colectânea In Love, editada no dia dos namorados, com o tema "Brincando Com O Fogo", que junta a sua voz à de Beto, cantor que conheceu quando gravaram um jingle publicitário.
Gravam um novo dueto para a colectânea In Love II. A dupla monta um espectáculo com os dois duetos, com temas originais de cada um e ainda algumas versões.
Colaborou depois com o projecto Ovelha Negra de Paulo Pedro Gonçalves (ex-LX90).
O primeiro single contou com a voz de Rita Guerra num fado muito especial.
"As Canções do Século" manteve-se na estrada por todo o país até 1998, ano em que foi apresentado na Expo'98.
Grava com Herman José o tema "The Christmas Song" para o disco de natal do conhecido humorista.
O espectáculo "POPera", de Pedro Osório, estreado em 1999, onde algumas das mais famosas árias de ópera eram vistas à luz da música moderna, contou com as presenças de Rita Guerra, Helena Viera e Beto.
Em Julho de 2000 participa, com Janita Salomé, no espectáculo "Tempo" do Casino Estoril.
A NDrecords editou a banda sonora desse espectáculo com música de Pedro Osório.
O álbum Desencontros, disco conjunto de Rita Guerra e Beto, foi editado no final de 2000.
Da Gama é um trabalho de música étnica, da autoria do Maestro Pedro Osório. Paulo de Carvalho é outro dos nomes convidados desse trabalho.
Participa no tema "Portugal a Cantar", composto e produzido pelos Delfins, que foi a canção oficial da Federação Portuguesa de Futebol ao Mundial de 2002.
Na digressão "Portugal a Cantar", uma iniciativa da Coca Cola e da União Lisboa, juntou-se a nomes como Miguel Angelo, Anabela e Olavo Bilac para a interpretação de clássicos da música portuguesa.
O espectáculo "Egoista", do Casino Estoril, com música de Pedro Osório, estreou em Dezembro de 2002.
Os outros cantores deste espectáculo são Dora e Gonçalo Salgueiro.
Em 2003 é convidada pela RTP para representar Portugal no Festival da Eurovisão.
É escolhido o tema "Deixa-me Sonhar", da autoria de Paulo Martins.
O álbum Rita, lançado em 2005, torna-se um grande sucesso atingindo a marca de dupla platina.
Em 27 de Março de 2006 realizou-se o primeiro grande concerto da sua carreira que decorreu no Coliseu dos Recreios, em Lisboa.
Foi convidada por Ronan Keating para gravar a canção "All Over Again" para a edição nacional do seu álbum Bring You Home
Em 2007 foi editado o álbum Sentimento.
Em 2008 foi editado o CD e DVD "O Melhor de Rita Guerra - Acústico ao Vivo". Ainda em 2008 recebeu uma estrela em sua homenagem no Muro da Fama - Nirvana Studios.
A 16 de Abril de 2009, a cantora vence o prémio "Top Choice Award" (TCA), na categoria de "Top International Female Singer 2009", que tem por base a votação da comunidade portuguesa residente no estrangeiro.
Em 2010 é editado o álbum Luar. No ano seguinte lança o álbum Retrato, e canta com Michael Bolton no Altice Arena (ex-Pavilhão Atlântico) e Coliseu do Porto, interpretando "Over the Rainbow" e "Make You Feel My Love".
Em 2012 participa nos discos de Mastiksoul, com o tema "I Can Feel Your Love", e Mickael Carreira, com "Volto a Ti" .
A 4 de Maio de 2013 apresentou-se pela primeira vez no Centro Cultural de Belém, frente a uma plateia repleta de fãs e admiradores que aplaudiram de pé a sua actuação.
Contou com convidados como os HMB e Cais Sodré Funk Connection, que tornaram este concerto inesquecível.
Em 2020 lançou uma nova canção, primeiro single do seu próximo registo discográfico, "Tudo Vai Passar". É co-autora do tema, juntamente com Stego, Tyoz, Hugo Casaca e Rui Carvalho.

### Vida pessoal
Aos 17 anos foi mãe de Nuno, fruto do seu primeiro casamento com um marido, 12 anos mais velho. Nesse casamento sofreu agressões físicas, viveu presa em casa, fechada à chave e proibida de falar com a família.
Do segundo casamento com Paulo Martins, nasceu Diogo (1991) e Madalena (Fevereiro de 2007).
Casou-se em 22 de Outubro de 2011 com António Pedro Cerdeira, casamento que terminou ao fim de poucos meses.
Em Setembro de 2019, casou-se com André Bergano, operador de câmara em programas da TVI.

## Discografia

### Álbuns de estúdio
- 1990 - Pormenores Sem A Mínima Importância (PolyGram) K7, LP , CD
- 1995 - Independence Days ()
- 2005 - Rita (Farol)
- 2007 - Sentimento (Farol)
- 2010 - Luar (Farol)
- 2011 - Retrato (Farol)
- 2014 - "Volta" (Farol)
- 2015 - "No Meu Canto" (Farol)

### Álbuns ao vivo
- 2008 - O Melhor de Rita Guerra - Acústico ao Vivo (Farol) CD+DVD

### Singles
- 2003 - "Deixa-me sonhar (Só mais uma vez)" Festival Eurovisão da Canção
- 2005 - "Chegar a ti"
- 2005 - "À espera do Sol / Secretamente"
- 2007 - "Sentimento"
- 2007 - "Castelos no ar"
- 2010 - "Preciso de ti "
- 2011 - "Asas do desejo"
- 2013 - "No meu canto "
- 2014 - "Volta"
- 2014 - "A Transformação"
- 2020 - "Tudo vai passar"

### Outros projectos
- 1994 - As Canções do Século (com Lena d'Água e Helena Vieira)
- 1997 - Lisboa Em Pessoa (Casino do Estoril)
- 1997 - Tempo (Casino do Estoril)
- 2000 - Desencontros (em dueto com Beto)
- 2001 - Da Gama (disco produzido por Pedro Osório)
- 2002 - Portugal a Cantar

### Compilações
- 199* - Brincando Com O Fogo
- 1993 -- As Melhores Baladas da Música Portuguesa, Vol.1 - "Mesmo Assim"
- 1994 -- All You Need Is Love - "Love is" (com Beto)/ Don't Let Me Be Misunderstood
- 1995 -- All You Need Is Love 2 - "The World Is Cold Without You"
- 1996 -- In Love - Love is" (com Beto) / "Waiting in the wings
- 2003 -- Morangos Com Açucar - Thought You Would Leave Your Heart
- 2004 -- Queridas Feras (BSO) - "Brincando Com O Fogo"
- 2005 -- As Canções da Disney - "O Meu Amor Virá" / No Meu Coração (com Luís Represas) / De Zero A Herói

### Participações
- 1991 -- LX-90 - Uma Revolução Por Minuto [11]
- 1992 -- José Cid - Camões, as descobertas... e nós no tema "Caminho da Índia" [12]
- 1994 - João Braga - Em Nome do Fado [13][14]
- 1998 -- Ovelha Negra - Por Este Andar Ainda Acabo a Morrer em Lisboa  nos temas "Eu Menti À Saudade", "Quem Me Dera Ser Feliz" e "Não Há Pior Inferno Que O Amor" [13]
- 1998 -- Ovelha Negra - Rádio internacional Saudade[13]
- 1999 - Herman José - Christmas Songs no tema " The Christmas Song" [15]
- 2002 - Corvos - "A Portuguesa" [13]
- 2007 -- D'ZRT - Boa Sorte Good Luck
- 2006 -- Ronan Keating "All Over Again" [16]
- 2008 -- Sexto Sentido - Sexto Sentido Edição 2008; no tema "Só Tu" [17]
- 2011 -- Angélico Vieira - Quando te lembrares de Mim
- 2012—Paulo de Carvalho - Se O Mundo É Meu
- 2012 - Mastiksoul - I Can Feel Your Love
- 2012 -- Mickael Carreira - Volto A Ti
- 2013 - David Anthony - Hurricane (Acoustic Version)
- 2017—Paulo de Carvalho - Maria Vida Fria

## Filmografia

### Televisão
| Ano  | Título    | Personagem | Nota                                              |
| ---- | --------- | ---------- | ------------------------------------------------- |
| 2020 | A Máscara | Corvo      | Concorrente (Ep.1 ao 9 - 1º lugar), 1.ª temporada |

## Ligações externa
- «Facebook Oficial»